# Суттунг
Суттунг (давньоскан. Suttungr, нім. Suttung) — в скандинавській міфології велетень, син Гіллінга.
Суттунг шукав свого батька і став свідком його убивства братами-гномами Ф'яларом і Галаром. Велетень хотів помститись гномам за батька, але ті відкупились «медом поезії». Суттунг забрав напій і сховав його у центрі гори, а свою дочку, Гуннлед, посадив охороняти.
Дізнавшись про напій, Одін вирішив спробувати «мед». Він працював на Баугі, брата Суттунга, ціле літо, щоб той допоміг добути чарівний напій. Баугі пробурив гору, а Одін, перетворившись на черв'яка, прослизнув у неї. Перед Гуннлед він з'явився гарним юнаком і зачарував її. Він погодився провести з нею три дні за три ковтки напою. Випивши протягом трьох днів за три ковтки всі запаси «меду», Одін перетворився на великого орла і полетів. Суттунг намагався догнати крадія, але Одін встиг долетіти до Асгарда.